# 寶琳娜·維加
寶琳娜·維加 （西班牙語：Paulina Vega Dieppa，1993年1月15日—），哥倫比亞裔選美冠軍，2013年度哥倫比亞小姐及2014年度環球小姐。

## 個人生活
維加於1993年1月15日出生於哥倫比亞巴蘭幾亞，根據她在2014年度環球小姐選美大賽中所記下的片段，維加家中有7名兄弟姊妹。她的祖父是哥倫比亞知名男高音歌手加士頓·維加（Gastón Vega）；祖母是1953年度哥倫比亞大西洋州小姐卡斯蒂羅（Elvira Susana Castillo Gómez）
維加在成為2013年度哥倫比亞小姐前是一名學生，在首都波哥大一所大學(Pontifical Xavierian University)修讀工商管理。

## 選美紀錄

### 2013年度哥倫比亞小姐
維加代表大西洋州參加2013年度哥倫比亞小姐，並奪得桂冠。在哥倫比亞小姐比賽前，她已是賽前的大熱門。在2013年度哥倫比亞小姐選美大賽中，維加在晚禮服及泳裝環節均取得9.9分高分，把亞軍蘇亞雷斯（Zuleika Suarez）比下去奪得桂冠（亞軍蘇亞雷斯代表哥倫比亞參加2014年度國際小姐選美大賽，並奪得亞軍及友誼小姐）。順理成章地，她也取得機會代表哥倫比亞參加在2015年1月25日於美利堅合眾國佛羅里達州邁阿密舉行的2014年度環球小姐選美大賽。

### 2014年度環球小姐
維加以2013年度哥倫比亞小姐身份代表哥倫比亞參加在2015年1月25日於美利堅合眾國佛羅里達州邁阿密舉行的2014年度環球小姐比賽。在2014年度環球小姐比賽前，她是賽前的大熱門，其他大熱門包括委內瑞拉小姐卡斯蒂亞羅（Migbelis Castellanos Romero）、美國小姐桑切斯（Nia Sanchez）等等。維加首先在預賽中擊敗其他73來自不同國家及地區佳麗，取得前15名席位；經過泳裝環節進入前10名；經過晚禮服環節進入前5名；在最後機智問答環節過後，維加成功擊敗其他87位佳麗，在上屆環球小姐，來自委內瑞拉的伊斯勒（Maria Gabriela Isler）手上取得桂冠成為2014年環球小姐。亞軍及季軍分別是來自美國小姐的桑切斯及烏克蘭的哈庫沙（Diana Harkusha）。除了維加（哥倫比亞）、桑切斯（美國）美國和哈庫沙（烏克蘭）佳麗分列三甲外，牙買加（Kaci Fennell）和荷蘭小姐（Yasmin Verheijen）也分列第五名及第四名。